# Arma improvisada

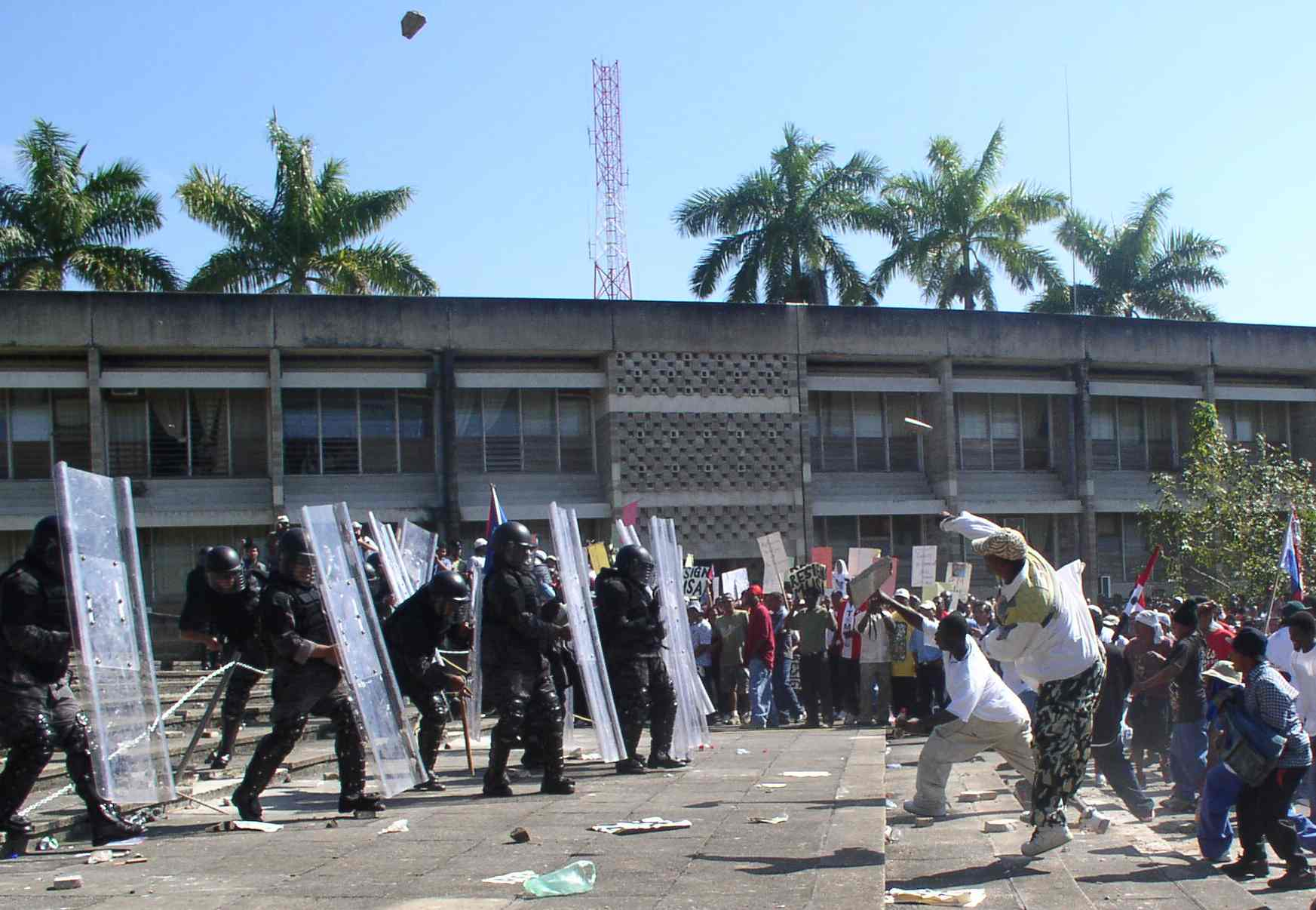
Lanzamiento de rocas en los disturbios de Belice en 2005.

Un arma improvisada es un objeto que no fue diseñado para usarse como arma, pero puede usarse para ese uso. Generalmente se usan para defensa propia o cuando la persona está desarmada. En algunos casos, los atacantes usan comúnmente armas improvisadas en revueltas, peleas callejeras, asaltos, asesinatos o durante en protestas y disturbios, generalmente cuando las armas convencionales como las armas de fuego no están disponibles o son inapropiadas. 
Las armas improvisadas son objetos comunes de todos los días que se pueden usar en una variedad de aplicaciones defensivas. Estos objetos no se alteran físicamente de ninguna manera, en un esfuerzo por hacerlos más funcionales como armas. Generalmente se utilizan en su estado normal.

## Ejemplos

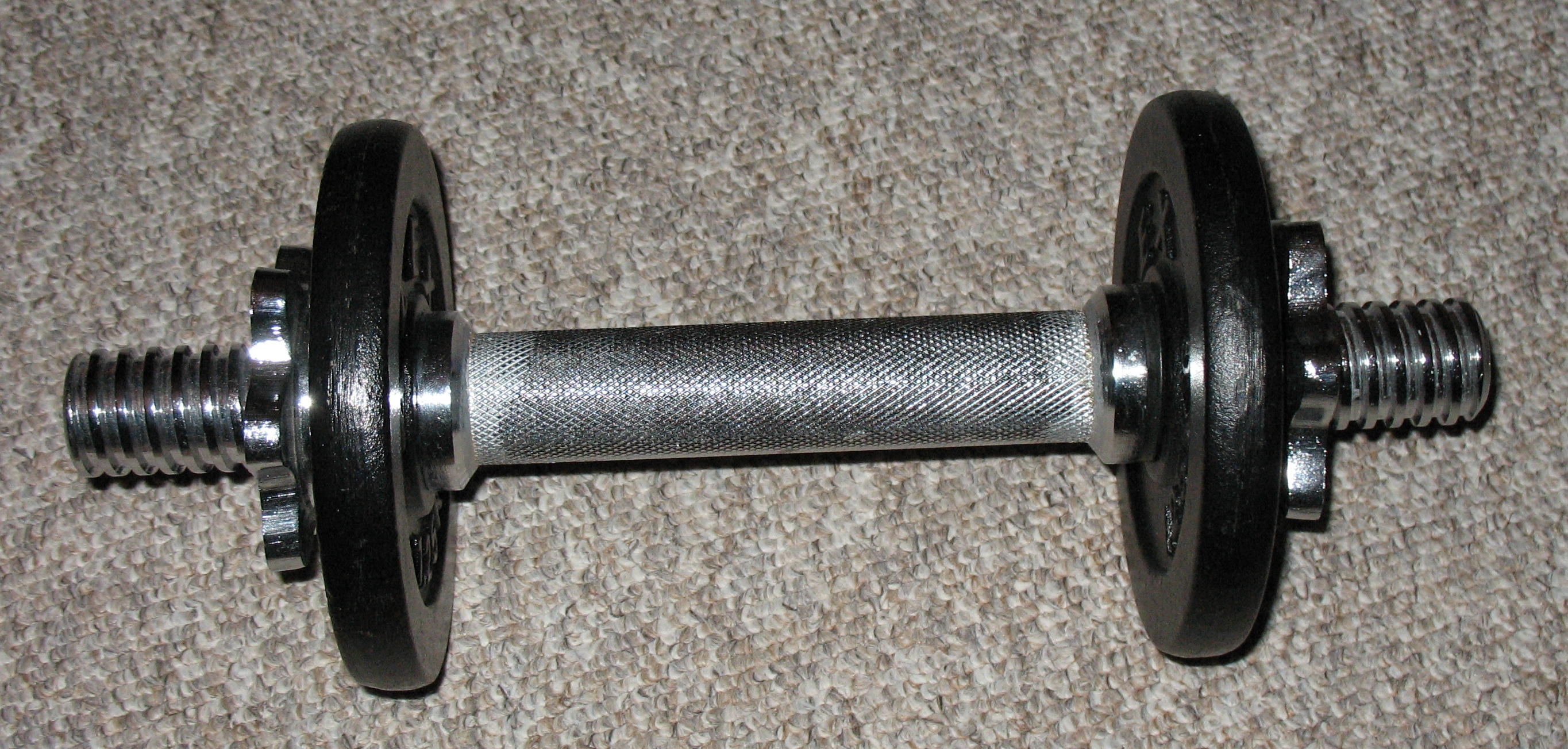
Una mancuerna ajustable con spinlock.

Además de los elementos diseñados como armas, cualquier objeto que pueda usarse para causar daños corporales puede considerarse un arma improvisada. Los ejemplos de elementos que se han utilizado como armas improvisadas incluyen: 
- Equipos deportivos como bates de béisbol,[2] palos de golf,[3] bates de cricket,[4] palos de billar, raquetas y pesas[5]
- Objetos hechos de vidrio, como vasos y botellas de cerveza[6]
- Herramientas como macetas, mandarrias,[7] pinzas, limas,  martillos, llaves inglesas, desatornilladores, llaves para neumáticos,[8] palas[9] extintores[10] llave stillson, pie de cabra
- Materiales de construcción, como Tablas 2 × 4s,[11] tuberías,[12] cemento, clavos y ladrillos[13][14]
- Materiales naturales, como ramas de árbol, rocas[15]
- Vehículos, incluidos camiones de alquiler,[16] aviones ligeros, como un Piper PA-28-236 Dakota y aviones, como el Boeing 767[17]

## Armas improvisadas en artes marciales

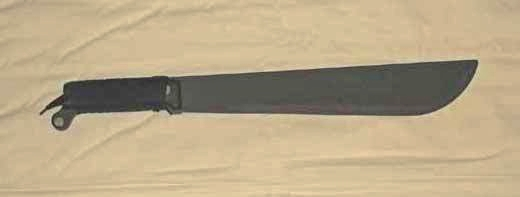
Machete moderno hecho en una fábrica, equipo de las Fuerzas de EE. UU.

A lo largo de la historia, las herramientas comunes se usaron tan a menudo como armas en defensa propia que muchas de ellas han evolucionado específicamente en armas o se adaptaron con el propósito secundario de ser utilizadas en defensa propia, generalmente agregando modificaciones a su diseño. Ejemplos bien conocidos incluyen el shillelagh irlandés, el japonés bō y el hanbō, que originalmente se usaban como bastones y la pala del monje budista, una pala de monjes utilizada para enterrar cadáveres que a menudo tenían bordes afilados para defenderse de los bandidos con más facilidad.  
Muchas artes marciales emplean el uso de objetos comunes como armas; Las artes marciales filipinas como Eskrima incluyen la práctica con machetes, bastones, lanzas de bambú y cuchillos como resultado de la colonización española de 333 años que tuvo lugar en Filipinas, que prohibió la propiedad y el uso de espadas estándar y armas con filo; Las artes marciales chinas y algunas artes marciales coreanas comúnmente presentan el uso de armas improvisadas como abanicos, martillos y bastones. Incluso hay algunas artes marciales occidentales que se basan en armas improvisadas como el bastón británico de combate y el palo de combate irlandés.
Después de las Guerras de los campesinos alemanes durante 1524-1525, un libro de esgrima editado por Paulus Hector Mair describió en 1542 técnicas cómo cercar usando una guadaña.

## Asuntos legales

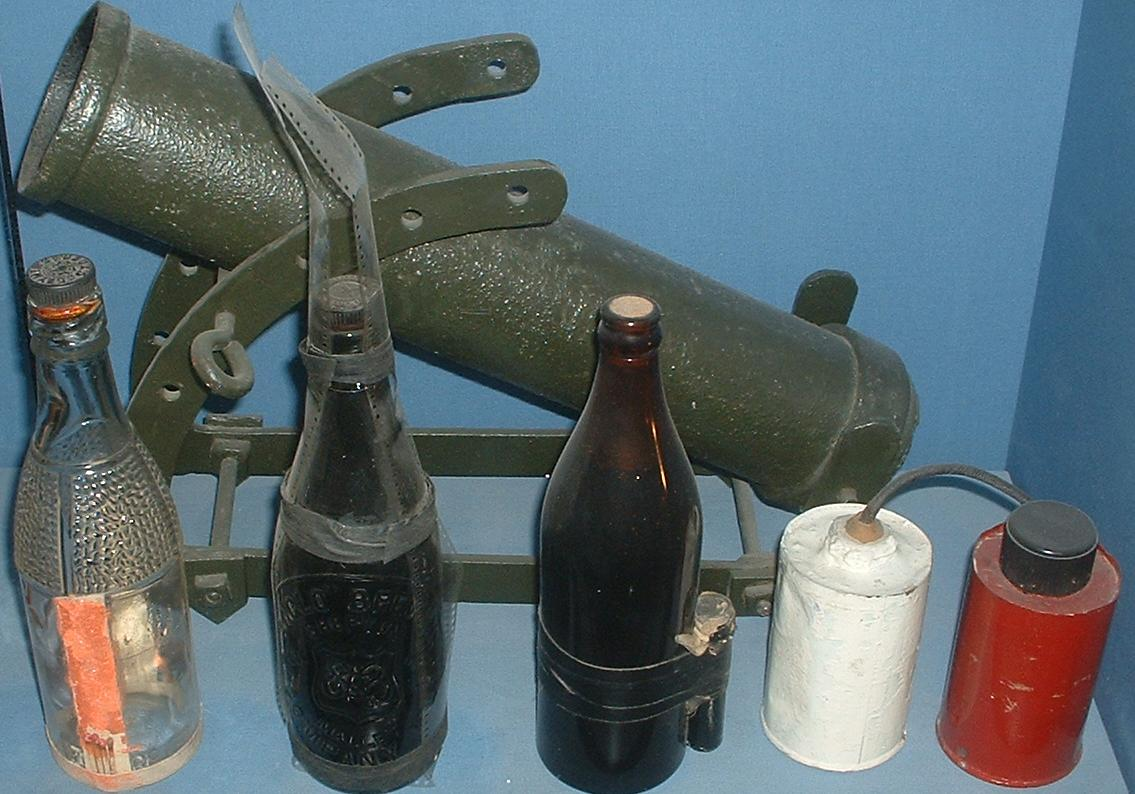
Armas improvisadas de la Guardia Nacional Británica, preparadas contra la posibilidad de una invasión alemana en la Segunda Guerra Mundial.

Debido al uso de objetos comunes como armas en crímenes violentos, muchos países tienen leyes que impiden el uso de algunas herramientas y otros objetos que no son armas para causar daños. Es posible que una persona sea detenida, o incluso arrestada, por un oficial de la ley o personal de seguridad por llevar un objeto potencialmente dañino en una situación donde no hay un uso razonable para él. Por ejemplo, si bien es legal y perfectamente comprensible que alguien posea un cuchillo de cocina o un martillo y lo conserve para su uso en el hogar, se puede considerar sospechoso que alguien lleve un cuchillo de cocina o un martillo oculto en su persona o a la vista al caminar por una calle de la ciudad.
Hay lugares que prohíben a las personas entrar con objetos que pueden usarse como armas. La mayoría de las escuelas públicas en América del Norte no permiten que sus estudiantes traigan cuchillos de bolsillo, cuchillos de mantequilla o billeteras,  veces con políticas severas de tolerancia cero. Los aeropuertos generalmente prohíben el transporte de objetos que puedan usarse como armas, como equipaje de mano o en una bolsa de mano en la cabina del avión, también incluyen instrumentos como cortaúñas y pulseras con púas,

## Armas improvisadas

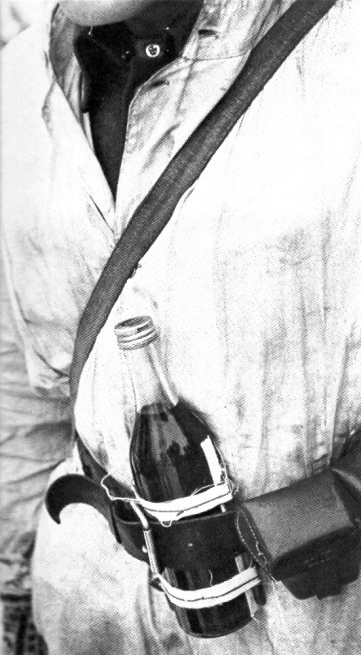
Un soldado finlandés con un cóctel molotov durante la guerra de invierno.

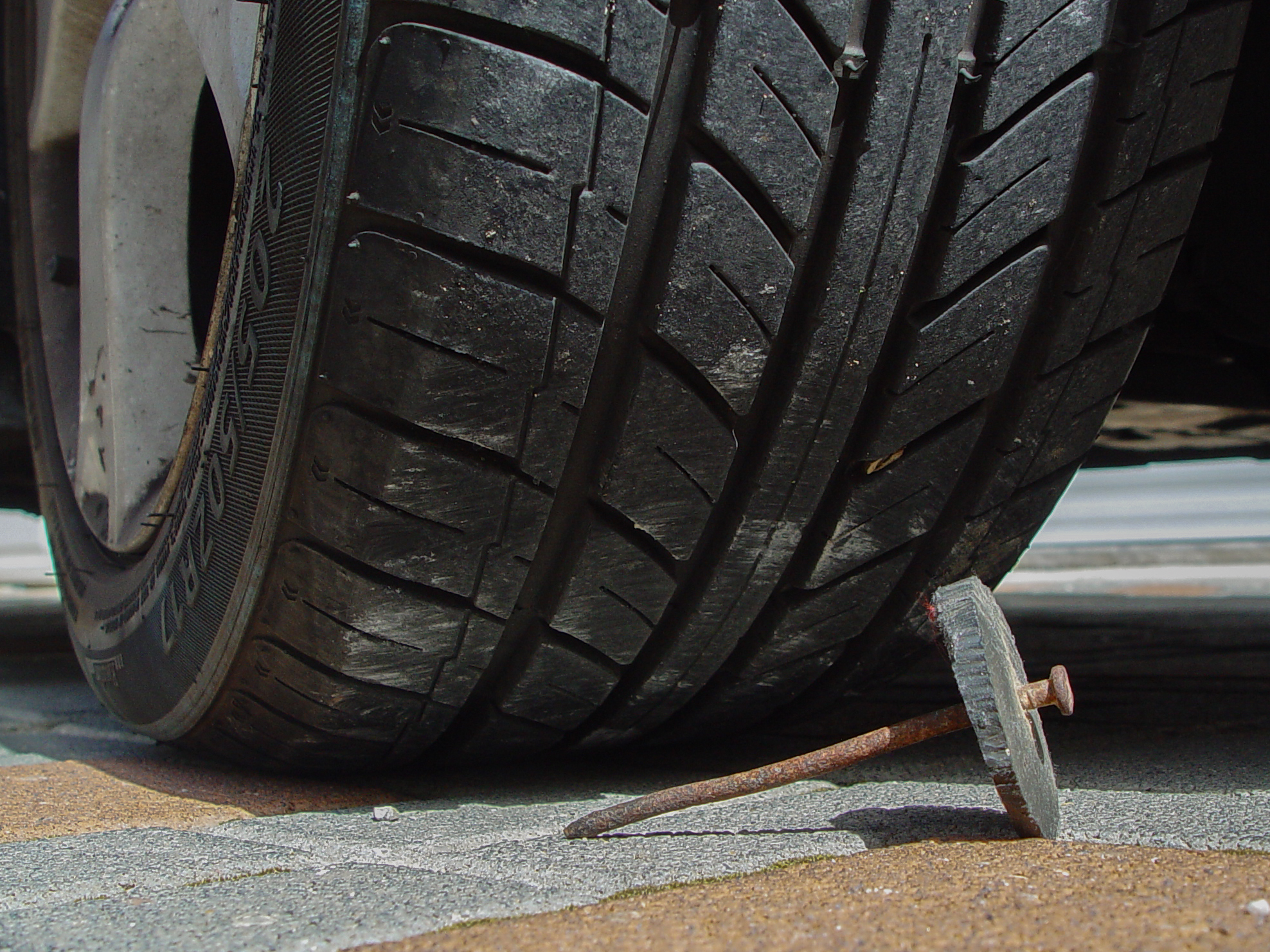
Un dispositivo de punción de neumático improvisado (término del argot 'Ninja') que comprende un clavo de hierro insertado en un disco de goma (del neumático usado), ampliamente usado por delincuentes y terroristas contra fuerzas policiales.

Un arma improvisada es un objeto cotidiano que ha sido alterado físicamente para mejorar su potencial como arma. También se puede usar para referirse a clases comunes de armas, como pistolas (hechizas), cuchillos y bombas hechas de artículos comúnmente disponibles.
Los ejemplos de armas improvisadas incluyen: 
- Chuzo
- Ladrillo Millwall
- Cóctel molotov
- Bomba de tubo
- Arco y flecha
- Resortera
- Armas de fuego improvisadas
- Cerradura de cadena (mayal improvisado)
- Bomba apestosa
- Bomba de humo
- Cachiporra
- Dispositivo explosivo improvisado

El improvisado cóctel molotov fue utilizado con gran éxito por las fuerzas finlandesas muy superadas en número en la Guerra de Invierno contra la Unión Soviética. La mezcla de petróleo inflamable, a menudo espesada con jabón o alquitrán, fue tan efectiva contra los tanques soviéticos que los finlandeses comenzaron a producir en masa cócteles molotov y a entregarlos a sus tropas. Si bien el primer uso documentado de tales dispositivos incendiarios improvisados fue en la guerra civil española, su uso en la Guerra de Invierno fue mucho más frecuente, y en ese momento fueron nombrados en honor al Ministro de Asuntos Exteriores soviético Vyacheslav Mikhailovich Molotov.